# Bo Eve Landgren
Bo Eve Landgren, född 7 december 1928 i Borås, är en svensk folkskollärare och målare.
Han är son till verkmästaren Algot Landgren och Agda Hedin och från 1945 gift med läraren Gun Marie Levin. Landgren studerade konst för Erik Clemmesen i Köpenhamn samt under egna självstudier och resor till Frankrike. Han medverkade i samlingsutställningar med Helsingborgs konstförening och kamratföreningen Sylvias utställningar i Karlstad. Separat ställde han bland annat ut i Helsingborg, Stockholm och Halmstad. Han var en av medlemmarna i den internationella konstgruppen CO-X. Hans konst består av motiv inspirerade av naturens fjordar, fjäll, snö is och vatten ofta utförda på stora dukar i olja eller gouache. Landgren är representerad i ett flertal kommuner och landsting. 